# Addiet Canna
Addiet Canna är en ort i Etiopien.   Den ligger i regionen Amhara, i den centrala delen av landet, 280 km nordväst om huvudstaden Addis Abeba. Addiet Canna ligger 2 203 meter över havet och antalet invånare är 22 946.
Terrängen runt Addiet Canna är kuperad söderut, men norrut är den platt. Runt Addiet Canna är det ganska tätbefolkat, med 239 invånare per kvadratkilometer. Det finns inga andra samhällen i närheten. Omgivningarna runt Addiet Canna är huvudsakligen savann.